# Leopoldo Torre Nilsson
Pour les articles homonymes, voir Nilsson.
Leopoldo Torre Nilsson est un réalisateur argentin, né le 5 mai 1924 à Buenos Aires et décédé, dans cette ville, le 8 septembre 1978.

## Biographie
Il est le fils de Leopoldo Torres Ríos (1899-1960), pionnier du cinéma populaire argentin, et de Clara May Nilsson, fondatrice en 1944 du Colegio Highlands de Buenos Aires, un établissement privé, laïque, mixte et bilingue (anglais). Suivant l'exemple de son père, il s'initie aux techniques cinématographiques et se forge une culture littéraire très poussée, dans laquelle des auteurs comme Adolfo Bioy Casares - son premier film, El Crimen de Oribe (1950) est une adaptation d'un de ses romans - et Jorge Luis Borges jouent un rôle important. Il est en réalité le premier cinéaste intellectuel moderne dans un pays essentiellement composé d'artistes instinctifs et bohèmes. Imprégné de cinéphilie, en particulier les grands classiques européens, Leopoldo Torre Nilsson manifeste, d'emblée, un penchant pour l'image baroque, expressionniste, voire symbolique et un univers personnel, parcouru par les fantasmes et les frustrations d'une société sociologiquement et psychologiquement bloquée. Cet univers renfermé et onirique s'impose, à partir de La Maison de l'ange (1957), début d'une fidèle collaboration avec la romancière Beatriz Guido (es) (1922-1988), devenue sa compagne.

## Prix et distinctions
- Meilleur réalisateur argentin de l'année pour Graciela, décerné par l'Institut National du Cinéma (Argentine) en 1955 ;
- Meilleur réalisateur argentin de l'année pour La Maison de l'ange, décerné par l'Institut National du Cinéma en 1957 ;
- Prix du meilleur sujet pour Un guapo del 900 au Festival international du film de Mar del Plata (Argentine) en 1960 ;
- Prix FIPRESCI au Festival de Cannes 1961 pour La Main dans le piège ;
- Prix du meilleur film pour Martín Fierro au Festival international du cinéma de Rio de Janeiro 1969
- Ours d'argent pour la mise en scène et l'adaptation du film Les Sept fous (Los siete locos) au Festival de Berlin 1973 ;
- Prix Spécial du Jury et Coquille d'argent au Festival de Saint-Sébastien 1974 pour Boquitas pintadas ;
- Diplôme de l'Institut Culturel Hispano-américain pour La Guerre du cochon au Festival de Saint-Sébastien 1974 ;
- Prix de la mise en scène pour Piedra libre au Festival de Taormine (Italie) 1976

## Filmographie
- 1950 : Le Crime d'Oribe (El crimen de Oribe), en coréalisation avec Leopoldo Torres Rios, d'après Le Parjure de la neige d'Adolfo Bioy Casares.
- 1953 : Le Fils du crack (es) (El hijo del crack), en coréalisation avec L. Torres Rios.
- 1954 : Jours de haine (Dias de odio), d'après le récit Emma Zunz de Jorge Luis Borges
- 1954 : La Tigresse (es) (La tigra)
- 1955 : Pour vêtir les saints (es) (Para vestir santos)
- 1956 : Graciela
- 1956 : Le Protégé (El protegido)
- 1957 : La Maison de l'ange (La casa del ángel)
- 1958 : Le Kidnappeur (El secuestrador)
- 1959 : La Chute (La caída)
- 1960 : Fin de fiesta
- 1960 : Le Bel homme du 900 (Un guapo del 900)
- 1961 : La Main dans le piège (La mano en la trampa)
- 1961 : Peau d'été (Piel de verano)
- 1962 : Soixante-dix fois sept  (Setenta veces siete)
- 1962 : Quatre Femmes pour un héros (Homenaje a la hora de la siesta)
- 1963 : La Terrasse (es) (La terraza)
- 1965 : Había una vez un tractor (moyen métrage)
- 1966 : L'Œil qui espionne (es) (El ojo que espia)
- 1967 : L'Enfant du lundi (La chica del lunes)
- 1967 : Los traidores de San Ángel (es)
- 1968 : Martin Fierro (es), d'après le poème épique de José Hernández
- 1970 : Le Saint à l'épée (es) (El Santo de la espada)
- 1971 : La Terre en armes (es) (Güemes : la tierra en armas)
- 1972 : La Mafia (es) (La maffia)
- 1973 : Les Sept fous (es) (Los siete locos) , d'après le roman de Roberto Arlt
- 1974 : Boquitas pintadas, d'après le roman de Manuel Puig
- 1975 : El Pibe Cabeza (es)
- 1975 : La Guerre du cochon (es) (La guerra del cerdo), d'après l'œuvre d'Adolfo Bioy Casares
- 1976 : Piedra libre (es)